# Chimica degli alimenti
La chimica degli alimenti o bromatologia (dal greco βρῶμα, brṑma, «cibo») è la branca della chimica che si occupa dello studio degli alimenti approfondendone gli aspetti relativi alla caratterizzazione quali-quantitativa, alle trasformazioni biochimiche a cui vanno incontro più o meno spontaneamente, ai metodi di condizionamento e conservazione degli alimenti. 

## Sviluppo storico
Le radici della moderna chimica degli alimenti risalgono verso gli inizi del 1800, quando molti chimici cominciarono a studiare i cibi e a isolarne i principali componenti. I primi pionieri furono Carl Wilhelm Scheele, che isolò l'acido malico dalle mele nel 1785, e Sir Humphry Davy che pubblicò nel 1813 il primo libro riguardante la chimica agraria e alimentare.
La moderna chimica degli alimenti sta assumendo sempre maggiore attenzione rispetto al problema della contaminazione chimica e biologica, studiando nuove strategie analitiche e metodiche atte a contrastare o ridurre i rischi associati alle esposizioni contaminanti.

## Campi di studio
Gli argomenti oggetto di studio possono sinteticamente elencarsi nel seguente modo:
- Nutrienti e antinutrienti
- Costituenti principali dei cibi
  - Acqua
  - Carboidrati
  - Lipidi
  - Proteine
  - Fibra alimentare
  - Minerali principali
    - Sodio
    - Cloro
    - Potassio
    - Magnesio
    - Calcio
    - Fosforo
    - Zolfo
    - Rame
    - Iodio
    - Ferro

  - Vitamine
  - Enzimi
- Alimenti di origine animale
  - Uova
  - Carne
  - Latte e latticini
  - Pesce e altri alimenti ittici
- Alimenti di origine vegetale
  - Verdure e ortaggi
  - Frutta
  - Olio
  - Cereali
    - Frumento, pane e pasta
- Bevande alcoliche
- Alterazione degli alimenti
  - Cottura
  - Reazione di Maillard
  - Idrolisi
  - Fermentazione
  - Ossidazione
  - Irrancidimento
  - Putrefazione
- Conservazione degli alimenti
  - con mezzi fisici
    - col calore
      - Scottatura
      - Pastorizzazione
      - Bollitura
      - Sterilizzazione
      - Trattamento UHT
      - Disidratazione
        - Concentrazione
        - Essiccazione
        - Liofilizzazione

    - col freddo
      - Refrigerazione
      - Congelamento
      - Surgelazione

    - Filtrazione
    - Radiazioni
    - Confezionamento sottovuoto e in atmosfera protetta

  - con mezzi chimici
    - Zucchero
    - Affumicatura
    - salatura
    - Conservazione sottolio
    - Conservazione sottaceto
    - Additivi alimentari